# Daba (langue)
Pour les articles homonymes, voir Daba.
Le daba (ou dabba) est une langue tchadique du groupe biu-mandara, parlée au Cameroun dans la Région de l'Extrême-Nord dans les arrondissements de Hina et Bourrha du département du Mayo-Tsanaga,  également dans la Région du Nord à Mayo-Oulo et Guider dans le département du Mayo-Louti, par environ 24 000 personnes (2007). Un millier de locuteurs vivent en outre de l'autre côté de la frontière dans un seul village du Nigeria.